# Tiro com arco nos Jogos Olímpicos de Verão de 2024 - Equipes femininas
A competição por equipes femininas do tiro com arco nos Jogos Olímpicos de Verão de 2024 foi disputada em 25 e 28 de julho de 2024 no Les Invalides, em Paris. Um total de 36 arqueiras de 12 Comitês Olímpicos Nacionais (CON) participaram do evento.

## Qualificação
As equipes vencedores de medalhas (ouro, prata e bronze) nesse evento durante o Campeonato Mundial de 2023 garantiram uma vaga de cota para seu Comitê Olímpico Nacional (CON). Se o país anfitrião, França, obtivesse uma vaga por equipes no Mundial, essa seria realocada para o Torneio Final de Qualificação Olímpica (FOQT). Mais três vagas foram atribuídos aos campeões do arco recurvo por equipes nos Jogos Asiáticos de 2022, nos Jogos Europeus de 2023 e no Campeonato Pan-Americano de 2024, respectivamente. Os três ou quatro melhores CONs por gênero (dependendo se a França usasse sua vaga de anfitrião direta ou pelo caminho regular de competição) garantiram as vagas pelo Torneio Final de Qualificação Olímpica, programado para meados de 2024, enquanto as vagas restantes foram concedidas aos dois CONs mais bem classificados no ranking mundial após o FOQT.

## Formato
Tal como nos outros eventos de tiro com arco, as equipes femininas competem com arco recurvo e na distância e regras de 70 metros aprovadas pela World Archery. 12 equipes de 3 arqueiras cada participam das fases eliminatórias. A competição começa com a fase de ranqueamento, na qual cada arqueira atira 72 flechas (esta é a mesma fase de ranqueamento usada para a prova individual feminina). As pontuações combinadas são usadas para definir as equipes na chave de eliminação única, com as quatro melhores avançando diretamente para as quartas de final. Cada partida consiste em quatro conjuntos de 6 flechas, duas por arqueira. A equipe com maior pontuação no set – total das seis flechas – recebe dois pontos de set; se as equipes estiverem empatadas, cada uma recebe um ponto de set. A primeira equipe com cinco pontos vence a partida. Se a partida estiver empatada em 4–4 após 4 sets, um desempate é usado com cada arqueira da equipe atirando uma flecha; se a pontuação do set de desempate permanecer empatada, a flecha mais próxima do centro vence.

## Calendário
Horário local (UTC+2)
| Data                | Horário                      | Fase                                                                   |
| ------------------- | ---------------------------- | ---------------------------------------------------------------------- |
| 25 de julho de 2024 | 9:30                         | Fase de ranqueamento                                                   |
| 28 de julho de 2024 | 9:30 14:15 15:47 16:48 17:11 | Oitavas de final Quartas de final Semifinais Disputa pelo bronze Final |

## Medalhistas
|  | KOR Coreia do Sul                        |  | CHN China                        |  | MEX México                                       |
|  | Jeon Hun-young Lim Si-hyeon Nam Su-hyeon |  | An Qixuan Li Jiaman Yang Xiaolei |  | Ángela Ruiz Alejandra Valencia Ana Paula Vázquez |

## Recordes
Antes desta competição, os seguintes recordes eram estabelecidos:
| Fase de ranqueamento – 216 flechas | Fase de ranqueamento – 216 flechas                        | Fase de ranqueamento – 216 flechas | Fase de ranqueamento – 216 flechas | Fase de ranqueamento – 216 flechas |
| ---------------------------------- | --------------------------------------------------------- | ---------------------------------- | ---------------------------------- | ---------------------------------- |
| Recorde mundial                    | Coreia do Sul Kang Chae-young Lee Eun-kyung Chang Hye-jin | 2053                               | Antália                            | 21 de maio de 2018                 |
| Recorde olímpico                   | Coreia do Sul An San Jang Min-hee Kang Chae-young         | 2032                               | Tóquio                             | 23 de julho de 2021                |

## Resultados

### Fase de ranqueamento
As quatro primeiras equipes na fase de ranqueamento avançaram diretamente às quartas de final. As equipes subsequentes avançaram para as oitavas de final.
| Pos. | CON                | Arqueiros                                                  | Total | 10s | Xs |
| ---- | ------------------ | ---------------------------------------------------------- | ----- | --- | -- |
| 1    | KOR Coreia do Sul  | Jeon Hun-young Lim Si-hyeon Nam Su-hyeon                   | 2046  | 123 | 42 |
| 2    | CHN China          | An Qixuan Li Jiaman Yang Xiaolei                           | 1996  | 96  | 31 |
| 3    | MEX México         | Ángela Ruiz Alejandra Valencia Ana Paula Vázquez           | 1986  | 88  | 36 |
| 4    | IND Índia          | Ankita Bhakat Bhajan Kaur Deepika Kumari                   | 1983  | 83  | 21 |
| 5    | FRA França         | Lisa Barbelin Amélie Cordeau Caroline Lopez                | 1972  | 77  | 28 |
| 6    | GER Alemanha       | Katharina Bauer Michelle Kroppen Charline Schwarz          | 1965  | 77  | 25 |
| 7    | INA Indonésia      | Diananda Choirunisa Syifa Nurafifah Kamal Rezza Octavia    | 1960  | 75  | 28 |
| 8    | USA Estados Unidos | Catalina GNoriega Casey Kaufhold Jennifer Mucino-Fernandez | 1945  | 71  | 21 |
| 9    | TPE Taipé Chinês   | Chiu Yi-ching Lei Chien-ying Li Tsai-chi                   | 1926  | 68  | 21 |
| 10   | MAS Malásia        | Syaqiera Mashayikh Nurul Fazil Ariana Zairi                | 1918  | 57  | 18 |
| 11   | GBR Grã-Bretanha   | Megan Havers Penny Healey Bryony Pitman                    | 1912  | 60  | 25 |
| 12   | NED Países Baixos  | Quinty Roeffen Gabriela Schloesser Laura van der Winkel    | 1897  | 57  | 25 |

### Fase eliminatória
As fases de oitavas de final até a definição das medalhistas ocorreu em 28 de julho de 2024.
| Oitavas de final | Oitavas de final   | Oitavas de final | Oitavas de final | Oitavas de final | Oitavas de final | Oitavas de final | Oitavas de final |  |   | Quartas de final | Quartas de final  | Quartas de final | Quartas de final | Quartas de final | Quartas de final | Quartas de final | Quartas de final |  |    | Semifinais        | Semifinais | Semifinais | Semifinais | Semifinais | Semifinais | Semifinais | Semifinais |  |                     | Final               | Final               | Final               | Final               | Final               | Final               | Final               | Final |
|                  |                    |                  |                  |                  |                  |                  |                  |  |   |                  |                   |                  |                  |                  |                  |                  |                  |  |    |                   |            |            |            |            |            |            |            |  |                     |                     |                     |                     |                     |                     |                     |                     |       |
| 1                | KOR Coreia do Sul  |                  |                  |                  |                  |                  |                  |  |   |                  |                   |                  |                  |                  |                  |                  |                  |  |    |                   |            |            |            |            |            |            |            |  |                     |                     |                     |                     |                     |                     |                     |                     |       |
|                  | Bye                |                  |                  |                  |                  |                  |                  |  |   | 1                | KOR Coreia do Sul | 6                | 52               | 52               | 54               | 56               |                  |  |    |                   |            |            |            |            |            |            |            |  |                     |                     |                     |                     |                     |                     |                     |                     |       |
| 8                | USA Estados Unidos | 1                | 53               | 52               | 48               |                  |                  |  | 9 | TPE Taipé Chinês | 2                 | 51               | 56               | 53               | 54               |                  |                  |  |    |                   |            |            |            |            |            |            |            |  |                     |                     |                     |                     |                     |                     |                     |                     |       |
| 9                | TPE Taipé Chinês   | 5                | 53               | 55               | 54               |                  |                  |  |   |                  |                   |                  |                  |                  |                  |                  |                  |  | 1  | KOR Coreia do Sul | 5          | 57         | 52         | 57         | 59         | 26         |            |  |                     |                     |                     |                     |                     |                     |                     |                     |       |
| 5                | FRA França         | 0                | 49               | 51               | 51               |                  |                  |  |   |                  |                   |                  |                  |                  |                  |                  |                  |  | 12 | NED Países Baixos | 4          | 53         | 53         | 58         | 51         | 23         |            |  |                     |                     |                     |                     |                     |                     |                     |                     |       |
| 12               | NED Países Baixos  | 6                | 55               | 56               | 54               |                  |                  |  |   | 12               | NED Países Baixos | 6                | 52               | 54               | 53               |                  |                  |  |    |                   |            |            |            |            |            |            |            |  |                     |                     |                     |                     |                     |                     |                     |                     |       |
|                  | Bye                |                  |                  |                  |                  |                  |                  |  | 4 | IND Índia        | 0                 | 51               | 49               | 48               |                  |                  |                  |  |    |                   |            |            |            |            |            |            |            |  |                     |                     |                     |                     |                     |                     |                     |                     |       |
| 4                | IND Índia          |                  |                  |                  |                  |                  |                  |  |   |                  |                   |                  |                  |                  |                  |                  |                  |  |    |                   |            |            |            |            |            |            |            |  |                     | 1                   | KOR Coreia do Sul   | 5                   | 56                  | 55                  | 51                  | 53                  | 29    |
| 3                | MEX México         |                  |                  |                  |                  |                  |                  |  |   |                  |                   |                  |                  |                  |                  |                  |                  |  |    |                   |            |            |            |            |            |            |            |  |                     | 2                   | CHN China           | 4                   | 53                  | 54                  | 54                  | 55                  | 27    |
|                  | Bye                |                  |                  |                  |                  |                  |                  |  |   | 3                | MEX México        | 5                | 50               | 55               | 56               |                  |                  |  |    |                   |            |            |            |            |            |            |            |  |                     |                     |                     |                     |                     |                     |                     |                     |       |
| 6                | GER Alemanha       | 6                | 56               | 56               | 53               |                  |                  |  | 6 | GER Alemanha     | 1                 | 50               | 49               | 55               |                  |                  |                  |  |    |                   |            |            |            |            |            |            |            |  |                     |                     |                     |                     |                     |                     |                     |                     |       |
| 11               | GBR Grã-Bretanha   | 0                | 48               | 54               | 51               |                  |                  |  |   |                  |                   |                  |                  |                  |                  |                  |                  |  | 3  | MEX México        | 3          | 47         | 55         | 48         | 55         |            |            |  |                     |                     |                     |                     |                     |                     |                     |                     |       |
| 7                | INA Indonésia      | 5                | 54               | 47               | 53               | 52               |                  |  |   |                  |                   |                  |                  |                  |                  |                  |                  |  | 2  | CHN China         | 5          | 53         | 52         | 56         | 55         |            |            |  |                     |                     |                     |                     |                     |                     |                     |                     |       |
| 10               | MAS Malásia        | 3                | 52               | 55               | 51               | 52               |                  |  |   | 7                | INA Indonésia     | 1                | 54               | 49               | 47               |                  |                  |  |    |                   |            |            |            |            |            |            |            |  | Disputa pelo bronze | Disputa pelo bronze | Disputa pelo bronze | Disputa pelo bronze | Disputa pelo bronze | Disputa pelo bronze | Disputa pelo bronze | Disputa pelo bronze |       |
|                  | Bye                |                  |                  |                  |                  |                  |                  |  | 2 | CHN China        | 5                 | 54               | 54               | 53               |                  |                  |                  |  |    |                   |            |            |            |            |            |            |            |  | 12                  | NED Países Baixos   | 2                   | 50                  | 56                  | 52                  | 52                  |                     |       |
| 2                | CHN China          |                  |                  |                  |                  |                  |                  |  |   |                  |                   |                  |                  |                  |                  |                  |                  |  |    |                   |            |            |            |            |            |            |            |  |                     | 3                   | MEX México          | 6                   | 57                  | 54                  | 56                  | 57                  |       |